# 紫金山天文台盱眙天文观测站

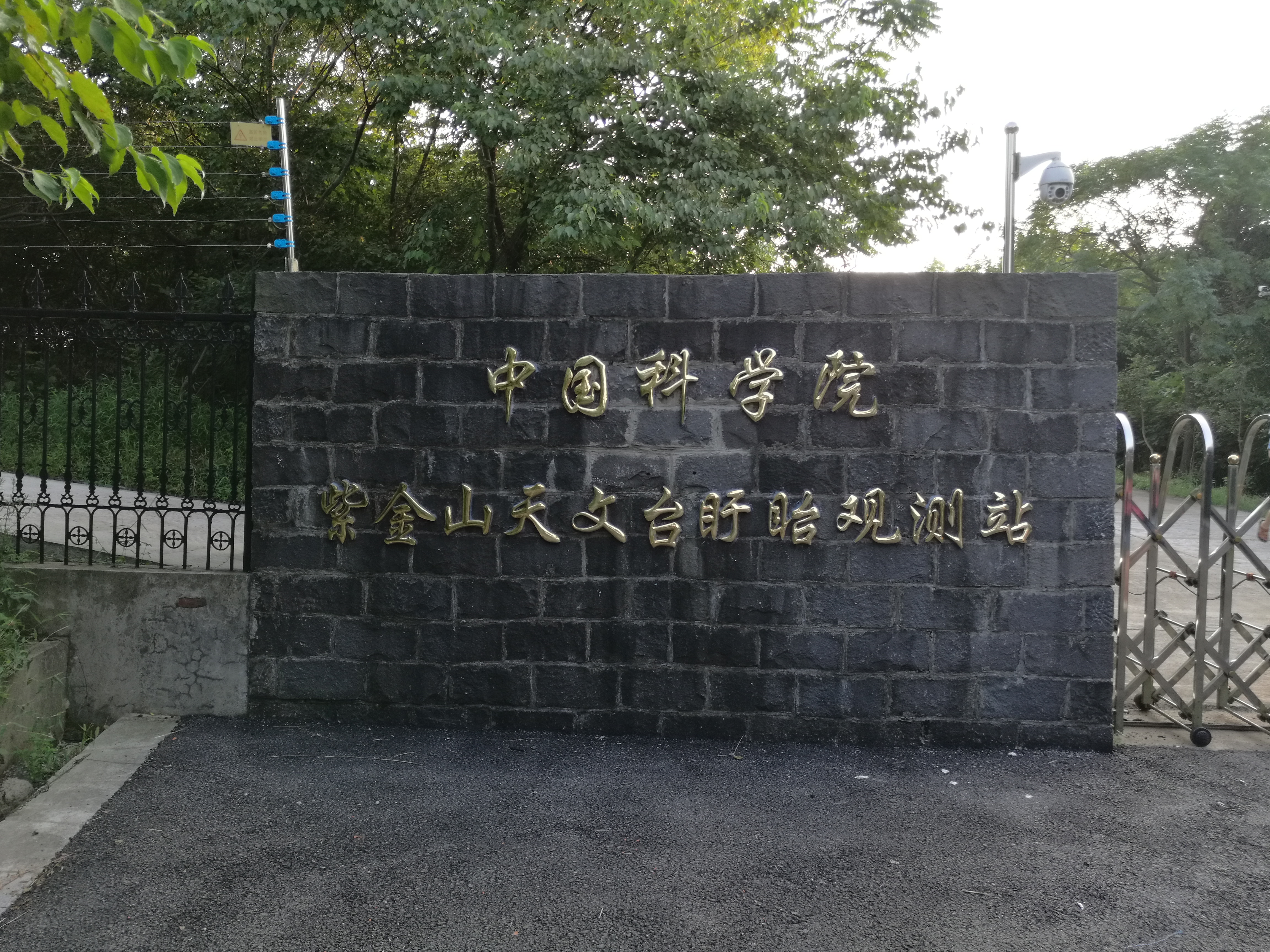
紫金山天文台盱眙天文观测站大门

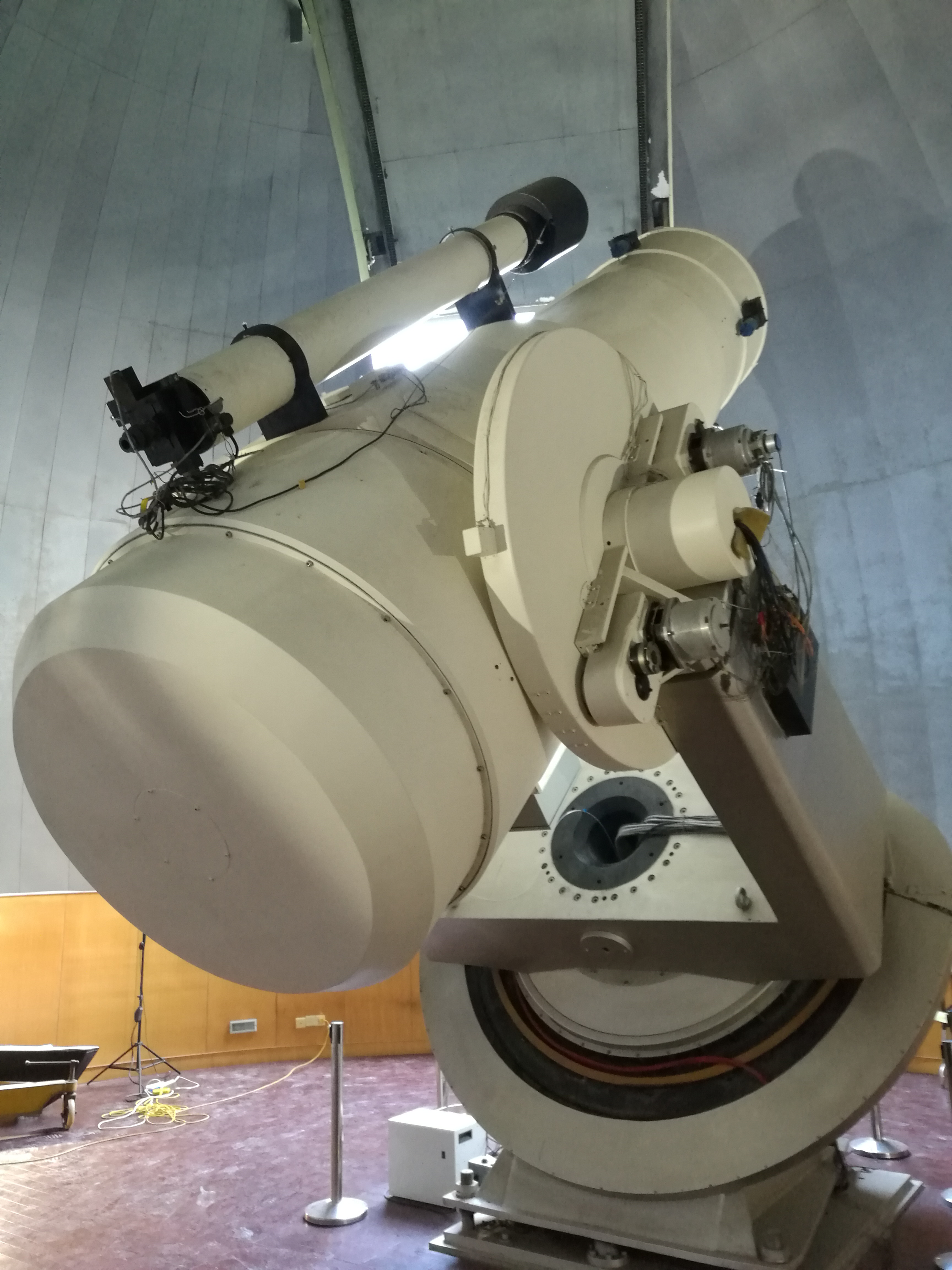
观测站望远镜

紫金山天文台盱眙观测站是中国科学院紫金山天文台下属的一个观测基地，位于中国江苏省境内和安徽省交界处不远的盱眙县铁山寺国家森林保护区内的跑马山上，东经118"28′，北纬32°44′，海拔高度为180米。观测站四周有森林覆盖，生态环境良好，山顶有平地，四周视野开阔，附近几乎没有居民点和工业设施，夜天光条件良好。根据选址时的测量结果，夜天光（CCD测光）V星等为20.78等，B星等为21.38等，视宁度好于1角秒，一年晴天数为210天。

## 中国近地天体探测计划
盱眙观测站是中国目前唯一的天体力学实测基地，主要开展太阳系天体和人造天体动力学的实测，装备有口径105/120厘米的施密特望远镜，用于观测近地天体，以及一台口径65/73厘米的水平式望远镜，用于观测空间碎片。

## 参阅
- 紫金山天文台